# Малый Ермишь
Малый Ермишь — река в России, протекает по Ермишинскому району Рязанской области. Устье реки находится в 50 км от устья Ермиши по правому берегу. Длина реки составляет 12 км.
Исток реки в заболоченных лесах в 18 км к северо-западу от посёлка Ермишь. Река течёт на юго-запад по ненаселённому лесному массиву, на берегах заброшенные деревни Новинки и Пекчур.

## Данные водного реестра
По данным государственного водного реестра России относится к Окскому бассейновому округу, водохозяйственный участок реки — Мокша от водомерного поста города Темников и до устья, без реки Цна, речной подбассейн реки — Мокша. Речной бассейн реки — Ока.
Код объекта в государственном водном реестре — 09010200412110000028203.